# Georgië op de Olympische Winterspelen 1998
Tijdens de Olympische Winterspelen van 1998, die in Nagano (Japan) werden gehouden, nam Georgië voor de tweede keer deel.

## Deelnemers en resultaten
(m) = mannen, (v) = vrouwen 

### Alpineskiën
| Olympiër              | Discipline     | Resultaat | Prestatie                                                          |
| --------------------- | -------------- | --------- | ------------------------------------------------------------------ |
| Levan Abramisjvili    | slalom (m)     | dnf-1     | opgave run 1                                                       |
| Zoerab Dzjidzjisjvili | super g (m)    | dnf       | opgave                                                             |
| Zoerab Dzjidzjisjvili | combinatie (m) | 14e       | 3.35,65 (+27,59) slalom: 1.55,26 (1.00,20+55,06) afdaling: 1.40,39 |
| Sofia Achmeteli       | slalom (v)     | dq-1      | diskwalificatie run 1                                              |

### Schansspringen
| Olympiër       | Discipline                     | Resultaat | Prestatie                                                       |
| -------------- | ------------------------------ | --------- | --------------------------------------------------------------- |
| Kakha Tsakadze | normale schans individueel (m) | 55e       | 66,5 punten 66,5 p. (69,0 m) + niet geplaatst voor tweede ronde |
| Kakha Tsakadze | grote schans individueel (m)   | 59e       | 52,6 punten 52,6 p. (89,5 m) + niet geplaatst voor tweede ronde |

Amerikaanse Maagdeneilanden · Andorra · Argentinië · Armenië · Australië · Azerbeidzjan · België · Bermuda · Bosnië en Herzegovina · Brazilië · Bulgarije · Canada · Chili · China · Chinees Taipei · Cyprus · Denemarken · Duitsland · Estland · Finland · Frankrijk · Georgië · Griekenland · Groot-Brittannië · Hongarije · Ierland · IJsland · India · Iran · Israël · Italië · Jamaica · Japan · Joegoslavië · Kazachstan · Kenia · Kirgizië · Kroatië · Letland · Liechtenstein · Litouwen · Luxemburg · Macedonië · Moldavië · Monaco · Mongolië · Nederland · Nieuw-Zeeland · Noord-Korea · Noorwegen · Oekraïne · Oezbekistan · Oostenrijk · Polen · Portugal · Puerto Rico · Roemenië · Rusland · Slovenië · Slowakije · Spanje · Trinidad en Tobago · Tsjechië · Turkije · Uruguay · Venezuela · Verenigde Staten · Wit-Rusland · Zuid-Afrika · Zuid-Korea · Zweden · Zwitserland